# Kreis Begnins
| Kreis Begnins           | Kreis Begnins       |
| Basisdaten              | Basisdaten          |
| ----------------------- | ------------------- |
| Staat:                  | Schweiz             |
| Kanton:                 | Waadt (VD)          |
| Bezirk:                 | Nyon                |
| Hauptort:               | Begnins             |
| Fläche:                 | 98,21 km²           |
| Einwohner:              | 25'604 (31.12.2023) |
| Bevölkerungsdichte:     | 261 Einw. pro km²   |
| Aufgehoben am:          | 31. Dezember 2006   |
| Karte                   |                     |
| Karte von Kreis Begnins |                     |

Der Kreis Begnins (französisch Cercle de Begnins) war bis zum 31. August 2006 eine Verwaltungseinheit des Bezirks Nyon im Kanton Waadt in der Schweiz. Sitz des Kreisamtes war Begnins.
Der Kreis umfasste acht Gemeinden und war 98,21 km² gross. Die Gemeinden des ehemaligen Kreises zählten Ende 2023 25'604 Einwohner.
| Wappen    | Name der Gemeinde | Einwohner (31. Dezember 2023) | Fläche in km² | Einw. pro km² |
| --------- | ----------------- | ----------------------------- | ------------- | ------------- |
| Arzier    | Arzier-Le Muids   | 2'974                         | 51,90         | 57            |
| Bassins   | Bassins           | 1'485                         | 20,78         | 71            |
| Begnins   | Begnins           | 1'999                         | 4,79          | 417           |
| Coinsins  | Coinsins          | 522                           | 2,91          | 179           |
| Genolier  | Genolier          | 2'026                         | 4,86          | 417           |
| Gland     | Gland             | 14'018                        | 8,31          | 1687          |
| Le Vaud   | Le Vaud           | 1'403                         | 3,11          | 451           |
| Vich      | Vich              | 1'177                         | 1,55          | 759           |
| Total (8) | Total (8)         | 25'604                        | 98,21         | 261           |